# Кристал (Нью-Мексико)
Кристал (англ. Crystal)  також Тоніцілі (навахо Tóniłtsʼílí) — переписна місцевість (CDP) в США, в округах Сан-Хуан і Маккінлі штату Нью-Мексико. Населення — 302 особи (2020).

## Географія
Кристал розташований за координатами 36°1′48″ пн. ш. 108°59′21″ зх. д. / 36.03000° пн. ш. 108.98917° зх. д. (36.030009, -108.989215).  За даними Бюро перепису населення США в 2010 році переписна місцевість мала площу 11,39 км², з яких 11,34 км² — суходіл та 0,05 км² — водойми.

## Демографія
Згідно з переписом 2010 року, у переписній місцевості мешкало 311 особа в 102 домогосподарствах у складі 72 родин. Густота населення становила 27 осіб/км².  Було 120 помешкань (11/км²).
Расовий склад населення:
| - 98,1 % — корінних американців - 1,0 % — білих |

До двох чи більше рас належало 1,0 %. Частка іспаномовних становила 0,3 % від усіх жителів.
За віковим діапазоном населення розподілялося таким чином: 29,3 % — особи молодші 18 років, 58,5 % — особи у віці 18—64 років, 12,2 % — особи у віці 65 років та старші. Медіана віку мешканця становила 37,4 року. На 100 осіб жіночої статі у переписній місцевості припадало 79,8 чоловіків;  на 100 жінок у віці від 18 років та старших — 73,2 чоловіків також старших 18 років.
Середній дохід на одне домашнє господарство  становив 48 245 доларів США (медіана — 33 333), а середній дохід на одну сім'ю — 49 460 доларів (медіана — 31 875). За межею бідності перебувало 33,8 % осіб, у тому числі 55,8 % дітей у віці до 18 років та 18,8 % осіб у віці 65 років та старших.
Цивільне працевлаштоване населення становило 136 осіб. Основні галузі зайнятості: освіта, охорона здоров'я та соціальна допомога — 52,2 %, науковці, спеціалісти, менеджери — 11,0 %, публічна адміністрація — 10,3 %.